# Hans-Heinrich Stölzel
Hans-Heinrich Stölzel (* 4. Juli 1920 in Neukirchen/Erzgeb.; † 2. Juli 1981 in Karl-Marx-Stadt) war ein deutscher Drogist, Philatelist und Heimatforscher. 

## Leben
Stölzel war als Drogist im Karl-Marx-Städter Stadtteil Adelsberg ansässig. In seiner Freizeit leitete er von 1966 bis zu seinem Tod die 1964 gegründete Forschungsgruppe Kursächsische Postmeilensäulen und redigierte die zweimal jährlich erscheinenden Arbeitsmaterialien (Rundbriefe) der Forschungsgruppe, in denen über neue Forschungsergebnisse und aktuelle Veränderungen am Bestand der Postmeilensäulen berichtet wurde. Er war maßgeblich am Aufbau der ersten, heute nicht mehr existierenden Dauerausstellung über die Kursächsischen Postmeilensäulen im Schloss Frohburg beteiligt.

## Werke (Auswahl)
- Bezirkskunstzentrum Karl-Marx-Stadt (Hg.): Kursächsische Postmeilensäulen im Bezirk Karl-Marx-Stadt, Karl-Marx-Stadt 1981.

## Ehrungen
- Johannes-R.-Becher-Medaille in Silber[1]
- Ehrennadel der Philatelie der DDR in Gold[1]